# Лепениця (Шибеник)
Лепениця (хорв. Lepenica) — населений пункт у Хорватії, у Шибеницько-Книнській жупанії у складі міста Шибеник.

## Населення
Населення за даними перепису 2011 року становило 68 осіб.
Динаміка чисельності населення поселення:

## Клімат
Середня річна температура становить 13,67 °C, середня максимальна – 28,06 °C, а середня мінімальна – 0,11 °C. Середня річна кількість опадів – 785 мм.
| Клімат поселення                              | Клімат поселення | Клімат поселення | Клімат поселення | Клімат поселення | Клімат поселення | Клімат поселення | Клімат поселення | Клімат поселення | Клімат поселення | Клімат поселення | Клімат поселення | Клімат поселення | Клімат поселення |
| Показник                                      | Січ.             | Лют.             | Бер.             | Квіт.            | Трав.            | Черв.            | Лип.             | Серп.            | Вер.             | Жовт.            | Лист.            | Груд.            |                  |
| Середній максимум, °C                         | 9,45             | 9,97             | 12,90            | 16,52            | 21,60            | 25,40            | 28,06            | 27,78            | 23,06            | 18,50            | 13,15            | 10,17            |                  |
| Середня температура, °C                       | 4,78             | 5,30             | 8,24             | 11,84            | 16,92            | 20,74            | 23,98            | 23,68            | 18,97            | 14,42            | 9,06             | 6,08             |                  |
| Середній мінімум, °C                          | 0,11             | 0,64             | 3,56             | 7,19             | 12,24            | 16,06            | 19,89            | 19,58            | 14,89            | 10,31            | 4,96             | 1,98             |                  |
| Норма опадів, мм                              | 69               | 60               | 65               | 68               | 55               | 53               | 31               | 46               | 73               | 83               | 99               | 83               |                  |
| Середньомісячна швидкість вітру, м/с          | 2.75             | 2.95             | 3.06             | 2.93             | 2.60             | 2.33             | 2.35             | 2.21             | 2.45             | 2.56             | 3.07             | 3.04             |                  |
| Середньомісячна сонячна радіація, кДж/м²·день | 5459             | 8246             | 11911            | 16467            | 20336            | 22956            | 24517            | 21501            | 16060            | 10448            | 5882             | 4623             |                  |
| --------------------------------------------- | ---------------- | ---------------- | ---------------- | ---------------- | ---------------- | ---------------- | ---------------- | ---------------- | ---------------- | ---------------- | ---------------- | ---------------- | ---------------- |
| Джерело:                                      |                  |                  |                  |                  |                  |                  |                  |                  |                  |                  |                  |                  |                  |